# 我才不会被女孩子欺负呢
《我才不会被女孩子欺负呢》，2018年中国偶像剧。本剧改编自废铁行者的同名网络小说，由蔡徐坤、卢洋洋、王瑄、蒋毓玮领衔主演，优酷视频于2018年4月12日首播。

## 播出时间
| 频道     | 所在地   | 播映日期      | 播出时间                                          | 备注 |
| -------- | -------- | ------------- | ------------------------------------------------- | ---- |
| 优酷视频 | 中国大陆 | 2018年4月12日 | VIP会员周四12：00更新6集，非会员周四至周一更新1集 |      |

## 演员列表

### 主要演员
| 演員   | 角色   | 介紹 |
| 蔡徐坤 | 叶麟   | 典型的中二病，性格非常热血、仗义。他自诩是校园老大，却经常是坏心办了好事，坏的特别有特色，也非常天真无邪。从小活在女孩子的阴影下，有一颗玻璃心，不擅长和女孩子交流，经常get不到女孩子们的暗示，因此把很多女孩子对他示好所表示好感的举動认为是欺负。 |
| 卢洋洋 | 任小芹 | 外号小霸王，典型的双子座，是高二B班的转校生，叶麟的后桌，对叶麟一见钟情。平常都外表柔弱、温柔可人，是众人眼中的邻家小妹，也受到众人的呵护，但她的另一面人格非常腹黑凶悍，战斗力MAX。                                                                |
| 王瑄   | 艾蜜儿 | 非常叛逆，又很自信，对人非常热情，鬼点子特别多，也有过于自大而忽视他人感受的时候，人前显贵、人后受罪的“drama queen”，有极强的表演型人格，善于在人前营造一个努力勤勉的偶像形象，私下却是个人小鬼大的精明女孩。                                       |
| 蒋毓玮 | 舒莎   | 高二B班班长，舒哲的亲姐姐。学习成绩非常优异，综合测评第一名的全优生。 |

### 其他演员
| 演員   | 角色   | 介紹 |
| 杨景诚 | 舒哲   | 学校的小广播站，他收集和学校各种小道消息，性格非常活泼外向，心思细腻，但却非常胆小，有一颗八卦之心。他经常兜售各种舒莎的周边来骗钱，换取追星的资金，也是叶麟的跟班，舒莎的亲弟弟，非常喜欢艾蜜儿。 |
| 王咨越 | 沈少宜 | 学校校草，被人称为“三分球小帅哥”。表面上看着像是玩世不恭的公子哥，但实际却是直男中的傻白甜，喜欢任小芹。在学校中经常和叶麟混在一起，都是学校的风云人物。                                           |
| 许升华 | 牛十力 | 高二B班理课代表，同学里的小报告天王，喜欢舒莎。 |
| 李俊浩 | 李平和 | 性格老实温顺，总是被同学们呼来换取，甚至被霸凌，後來在叶麟的訓練下变身无敌大力士。 |
| 张馨月 | 庄妮   | 校园中占卜神婆。 |
| 廖茉汐 | 宫彩彩 | 妈妈眼中的乖乖女，性格胆小懦弱。 |
| 吴孟樵 | 曹敬绅 | 表面上高傲冷酷，敏感易怒，极有男子气概，实际上有性别认知障碍 |
| 焦仲慧 | 熊瑶月 | 学校里的闯祸精，古灵精怪 |
| 孫弋然 | 西蒙   | 班上睡神，傳言的美杜莎。其實是子木家西餐廳老闆娘 |
| 蘇茂   | 葉祖峰 | 葉麟，葉麒的爸爸。 |
| 呂夏   | 盛白蓮 | 班老師，仰慕男神葉祖峰，後跟阜新交往。 |
| 郑楠   | 阜新   | 體育老師喜歡盛白蓮。 |
| 劉亚津 | 袁周绿 | 教務主任。 |
| 林枫松 | 叶麒   | 葉麟的哥哥。任小芹小時候跑進火災現場，為了救她身亡。 |

## 电视原声带
| 曲序 | 曲目                 | 演唱   |
| ---- | -------------------- | ------ |
| 1.   | 幸福不简单（主題曲） | 孔垂楠 |